# Daniele Bonera
Daniele Bonera (Bréscia, 31 de maio de 1981) é um ex-futebolista italiano.

## Carreira

### Clubes
É revelado no Brescia, no qual faz a sua estreia na Serie A na temporada 1999-00. Após duas temporadas como titular rondinelle, é vendido ao Parma, equipe na qual permanece com destaque até 2006. No verão deste ano, é negociado para o Milan. Em sua apresentação, declara que desde criança sempre torcera para os rossoneri. Seu contrato dura até junho de 2013.

### Seleção
Estreia na Seleção Italiana em 2001, e participa tanto do elenco principal quanto do sub-21. Ele representou a Seleção Italiana de Futebol nas Olimpíadas de 2004, que conquistou a medalha de bronze.
Como último torneio no Sub-21, conquista o Europeu de 2004. Após o encerramento da temporada 2005-06, foi convocado por Marcello Lippi para ser um dos quatro reservas da Itália para a Copa do Mundo de 2006.

## Títulos
Milan
- Trofeo Luigi Berlusconi: 2006, 2007, 2008, 2009 e 2011
- Liga dos Campeões da UEFA: 2006-07
- Supercopa da UEFA: 2007
- Mundial de Clubes da FIFA: 2007
- Campeonato Italiano: 2010-11
- Supercoppa Italiana: 2011